# Izabela Bełcik
Izabela Monika Bełcik (ur. 29 listopada 1980 w Malborku) – polska siatkarka, grająca na pozycji rozgrywającej, reprezentantka Polski.
W 2022 roku podczas Gali została siatkarką 20-lecia Polskiej Ligi Siatkówki.
Od sezonu 2024/2025 została trenerką zespołu młodzieżowego juniorek młodszych UKS Akademii Siatkówki Trefla Gdańsk.

## Kariera sportowa
W 1999 roku złożyła egzamin dojrzałości w Szkole Mistrzostwa Sportowego Polskiego Związku Piłki Siatkowej (SMS PZPS) w Sosnowcu. Jej trenerem był Adam Zborowski. Do roku 1997 była zawodniczką klubu Jurand Malbork. Przez kolejne 2 lata grała w SMS PZPS Sosnowiec. W latach 1999–2004 związana była z klubem Energa Gedania Gdańsk, PTPS Nafta-Gaz Piła (2004–2006), MKS Muszynianka-Fakro Muszyna (2006–2010). Od 2010 roku grała w Atom Trefl Sopot, gdzie była kapitanem zespołu.
Dwukrotna mistrzyni Europy (2003, 2005). Od sezonu 2015/2016 była zawodniczką Chemika Police. Po sezonie 2017/2018 zakończyła karierę sportową.

### Sukcesy klubowe
Mistrzostwo Polski:
- 2008, 2009, 2012, 2013, 2016, 2017, 2018
- 2006, 2010, 2011, 2015
- 2005, 2014

Superpuchar Polski:
- 2009

Puchar Polski:
- 2015, 2016, 2017

Puchar CEV:
- 2015

### Sukcesy reprezentacyjne
Mistrzostwa Europy Kadetek:
- 1997

Europejska Olimpiada Młodzieży:
- 2000

Mistrzostwa Europy:
- 2003, 2005
- 2009

Puchar Piemontu:
- 2009

Igrzyska Europejskie:
- 2015

## Odznaczenia i nagrody
- Złoty Krzyż Zasługi – 22 listopada 2005[5]
- 2005, 2006, 2008: Najlepsza rozgrywająca w plebiscycie miesięcznika „Super Volley”
- 2013: Najlepsza serwująca turnieju finałowego Pucharu Polski
- 2015: Najlepsza rozgrywająca turnieju finałowego Pucharu Polski[3]